# The Secret Circle
A The Secret Circle amerikai televíziós sorozat, melynek alkotója Andrew Miller. Alapjául L.J. Smith The Secret Circle - Titkos Kör című könyvsorozata szolgál. A The CW 2011. május 17-én jelentette be, hogy megrendelte a sorozatot. A sorozat 2011. szeptember 15-én, csütörtökön indult az Egyesült Államokban a The CW csatornán.

## Történet
A sorozat egy kitalált városban, a Washington állami Chance Harborban játszódik. Egy kaliforniai lány, Cassie életét kíséri figyelemmel, aki megtudja, hogy boszorkány felmenői vannak. A lány elveszti édesanyját – amiről azt hiszi, hogy baleset volt –, így nagyanyjához költözik. Gyorsan barátokat szerez új iskolájában, és hamar fény derül családja titkára és a város többi boszorkányának történetére.

## Szereplők

### Főszereplők
- Britt Robertson – Cassie Blake[5]
- Thomas Dekker – Adam Conant[6]
- Gale Harold – Charles Meade[7][8]
- Shelley Hennig – Diana Meade[9]
- Phoebe Tonkin – Faye Chamberlain[10]
- Jessica Parker Kennedy – Melissa Glaser[11]
- Natasha Henstridge – Dawn Chamberlain igazgató[12]
- Ashley Crow – Jane Blake[13]
- Chris Zylka – Jake

## Epizódok
|  | Alább a cselekmény részletei következnek! |

| # | Cím       | Rendező                        | Író                             | Premier              | Nézettség   | Gyártási szám |
| --- | --------- | ------------------------------ | ------------------------------- | -------------------- | ----------- | ------------- |
| 1. | Pilot     | Liz Friedlander                | Andrew Miller                   | 2011. szeptember 15. | 3,05 millió | 296808        |
| Cassie Blake világa fenekestül felfordul, miután az anyja meghal egy rejtélyes balesetben, arra késztetve a lányt, hogy odaköltözzön szerető nagymamájához, Jane-hez, egy Chance Harbor nevű Washington állambeli kisvárosba. Miközben próbál hozzászokni az új életéhez, Cassie hamar barátokat szerez Diana Meade, egy kedves osztálytársa személyében, aki felajánlja neki, hogy körbevezeti és bemutatja neki a gonoszkodó Faye-t, és az ő jobbkezét, Melissát, valamint Cassie szomszédját, Nicket. A dolgok bonyolódnak, amikor Cassie találkozik Adammel, Diana fiújával, akivel azonnal egy erős kapcsolatot érez. Ezután Cassie találkozik az anyja régi, gyerekkori barátaival, Dawn Chamberlainnel, az iskola igazgatójával, és egyben Faye anyjával, s Cassie gyanakodni kezd, hogy az anyja miért nem beszélt soha a szülővárosáról. Amikor különös és veszélyes történések veszik kezdetüket, Cassie új barátai kénytelenek elmondani a titkokat, azt, hogy mindannyian boszorkányok és Cassie érkezésével végre beteljesedhet Kör. Annak ellenére, hogy az új Körnek még nem volt esélye összeszokni, Diana apja, Charles Meade, saját tervekkel rendelkezik a csoporttal kapcsolatban. |           |                                |                                 |                      |             |               |
| 2. | Bound     | Liz Friedlander                | Kevin Williamson, Andrew Miller | 2011. szeptember 22. | 2,12 millió | 2J6252        |
| 3. | Loner     | Colin Bucksey                  | Richard Hatem                   | 2011. szeptember 29. | 2,12 millió | 2J6253        |
| 4. | Heather   | David Barrett                  | David Ehrman                    | 2011. október 6.     | 1,96 millió | 2J6254        |
| 5. | Slither   | Liz Friedlander                | Dana Baratta                    | 2011. október 13.    | 1,89 millió | 2J6255        |
| 6. | Wake      | Guy Bee                        | Andrea Newman                   | 2011. október 20.    | 2,12 millió | 2J6256        |
| 7. | Masked    | Charles Beeson                 | Michelle Lovretta               | 2011. október 27.    | 2,33 millió | 2J6257        |
| 8. | Beneath   | John Fawcett                   | Don Whitehead, Holly Henderson  | 2011. november 3.    | 2,26 millió | 2J6258        |
| 9. | Balcoin   | Brad Turner                    | Andrew Miller, Andrea Newman    | 2011. november 10.   | 2,17 millió | 2J6259        |
| 10. | Darkness  | Chris Grismer                  | David Ehrman                    | 2012. január 5.      | 2,05 millió | 2J6260        |
| 11. | Fire/Ice  | Joshua Butler                  | Holly Henderson, Don Whitehead  | 2012. január 12.     | 1,93 millió | 2J6261        |
| 12. | Witness   | Eagle Egilsson                 | Dana Baratta                    | 2012. január 19.     | 1,63 millió | 2J6262        |
| 13. | Medallion | Liz Friedlander                | Andrew Miller, Andrea Newman    | 2012. február 2.     | 1,75 millió | 2J6263        |
| 14. | Valentine | Dave Barrett                   | Roger Grant                     | 2012. február 9.     | 1,82 millió | 2J6264        |
| 15. | Return    | Brad Turner                    | David Ehrman                    | 2012. február 16.    | 1,76 millió | 2J6265        |
| 16. | Lucky     | Joshua Butler                  | Katie Wech                      | 2012. március 15.    | 1,62 millió | 2J6266        |
| 17. | Curse     | John Fawcett                   | Don Whitehead, Holly Henderson  | 2012. március 22.    | 1,74 millió | 2J6267        |
| 18. | Sacrifice | Nick Copus                     | David Ehrman                    | 2012. március 29.    | 1,33 millió | 2J6268        |
| 19. | Crystal   | Omar Madha                     | Micah Schraft                   | 2012. április 19.    | 1,14 millió | 2J6269        |
| 20. | Traitor   | Eagle Egilsson                 | Roger Grant, Katie Wech         | 2012. április 26.    | 1,15 millió | 2J6270        |
| 21. | Prom      | Holly Henderson, Don Whitehead | Alex Zakrzewsk                  | 2012. május 3.       | 1,23 millió | 2J6271        |
| 22. | Family    | Dave Barrett                   | Andrew Miller, Andrea Newman    | 2012. május 10.      | 1,28 millió | 2J6272        |